# Евфемізм
Евфемі́зм (грец. εὐφημισμός від εὔφημος — добре мовлення) — слово чи вираз, яким замінюють у мові грубе, непристойне, з неприємним емоціональним забарвленням слово. Евфемізми це пом'якшувальні або маскувальні слова та вислови, що використовуються для заміни слів, які сприймаються як небажані, неприйнятні, вульгарні, зневажливі, ненормативні, образливі або табуйовані, а також як умовне позначення деяких власних імен. Евфемізм також є лексичною прихованою стратегією. Він може використовуватися для введення в оману третьої сторони щодо поганої фактичної ситуації, а також морального саморозвантаження. Евфемізація — це один зі зручних способів сказати неправду та змінити сприйняття небажаної інформації.

## Опис
Наприклад, упокоїтись, навіки спочити, заснути в Бозі замість слова померти; нечистий, не при нас згадуючи, нечиста сила замість чорт та інші. Власні назви країн‚ міст‚ підприємств‚ військових частин тощо можуть замінюватися буквами або назвами букв: місто «ен»‚ енний‚ місто Ікс‚ Ігрек‚ Зет; або описовими виразами одна сусідня держава‚ один дипломатичний представник та ін.
Евфемізм через певні лексично-неприйнятні для ужитку у даній спільноті співбесідників табу (суспільну заборону) є наслідком, який завдяки, т. зв. різного роду упередженням, марновірствам, релігійним віруванням становить загальновживаний і відомий синонім для «назви певних предметів і явищ навколишнього світу»[джерело?], які таким чином психологічно можуть надалі для життя людської особи створити певні психологічні блоки[джерело?] для проживання в певному осередку — табуїзмами, але, головним чином, впливають на заґрунтованість і спільні цілі суспільства й індивідуума. Щоб не порушувати табу, людині доводиться вдаватися до виразів, тайносказання[джерело?], але, завдяки непорушенню табу людина переймає т. зв. погляди суспільства, які здатні міняти життєві цілі, тобто, як спонукати самовідтворенню завдяки виробленню-генерації (нових поколінь) і вжитку «табу», які направляють процеси суспільної життєдіяльності обох статей в річище відтворення популяції суспільства, як встановилося і спромоглося за віки продовжити існування виду людських організмів і спонукало за весь цей період розмноженню його носіїв, так і змінювати й перенаправляти закладені природою програми табу завдяки «генетично зумовленій і зрощеній генетично програмі самовідтворення і продовження життя» на розумово керовані програми, — розум став здатний на зменшення власної популяції задля покращення власного особистого життя, при цьому втрачаючи закладені природою чинники самозбереження виду через розмноження. Характерно, що нові позначення т. зв. «непристойних» предметів і явищ з часом втрачають характер евфемізмів, так само як і людство втрачає пристойність, і сприйняття табу разом із втратою кількості людства, починає сприйматися як пряма вказівка на «непристойний» предмет і своєю чергою втрачає стан «непристойності», а набуває стан т. зв. "". Оскільки евфемізми широко використовуються у мовленні, то з часом вони втрачають свою функцію «прикрашення» істинної суті висловлення і тому потребують чергового евфемізму, який надасть нове значення для завуалювання та прикриття висловлювання, наприклад, «американець» замість «афроамериканець», «людина іншої орієнтації» замість «людина нетрадиційної орієнтації».
В основі явища евфемізму лежать:
1. глибоко архаїчні пережитки мовних «табу» (заборон вимовляти прямі найменування таких небезпечних предметів і явищ, як, наприклад, богів, хвороб або мертвих, оскільки акт назви, згідно з дологічним мисленням первісної людини, може викликати саме явище) — такі евфемізми типу: «нечистий» замість «чорт», «покійний», «небіжчик»;
2. чинники соціальної діалектології (евфемізми зумовлені соціальними, моральними та етичними нормами поведінки, так звані етичні та моральні евфемізми, напр. «повненький», «ширококостий», «пишний», «з надлишковою вагою» замість «товстий», «грубий»).

Іноді взаємодія евфемізму з будь-якою одиницею лексичної системи може призвести до виходу цієї одиниці з активного слововжитку або до суттєвого зниження частоти її використання. Існує два види такої «негативної» взаємодії:
1. Евфемізм витісняє мовну одиницю, яку заміняє;
2. Один евфемізм витісняє інший з активної зони синонімічного ряду в пасивну.

За найбільшими й найпродуктивнішими сферами утворення, евфемізми можна тематично розділити на такі групи:
1. Евфемізми, пов'язані з дискримінацією: а). расовою, культурною, релігійною (у США «нігер», «чорний» → «афроамериканець»); б). сексуальних меншин («підар» → «гомосексуал»; в). інших видів;
2. Евфемізми, які позначають страшні та неприємні явища дійсності: а). смерть («померти» → «піти у краще місце», «піти у вічність», «заснути вічним сном»); б). хвороба; в). природні потреби («піти в туалет» → «відвідати дамську кімнату», «піти в одне місце»; г). фізичні вади («сліпий» → «незрячий», «підсліпуватий»); д). розумові та психічні розлади («псих» → «людина з психічними розладами»);
3. Евфемізми, пов'язані із впливом держави на життя людей: а). воєнні дії («в'язниця» → «місце позбавлення волі»); б). соціальні вади (алкоголізм, наркоманія, проституція, злочинність, напр. «алкоголік» → «людина з (алкогольною) залежністю»); в). бідність («бідний» → «економний», «скромний»); г). непрестижні професії («прибиральник» → «клінінг-менеджер»; ґ). сім'я («зраджувати» → «стрибати в гречку», «ходити наліво»; д). звільнення («дати неоплачувану відпустку», «скоротити», «відпустити»); е). академічна неуспішність («двієчник» → «недостатньо вмотивований учень»);
4. Евфемізми, які вказують на вік і зовнішність людини: а). вага («товстий» → «пишний»); б). вік («старий» → «підстаркуватий», «людина похилого віку», «людина з досвідом»); в). зовнішній вигляд («негарний» → «своєрідний»); г). ріст («карлик» → «людина невисокого зросту»);
5. Дипломатичні евфемізми («вбити» → «прибрати», «ліквідувати», «нейтралізувати»);
6. Евфемізми у мові реклами («дешевий» → «економний», «за доступну ціну»).

Існують різні способи евфемізації, найпоширеніші серед яких такі:
- Вживання слів-визначників з дифузною семантикою: деякий, відомий, відповідний та ін.;
- Використання іменників з досить широким значенням для називання конкретних подій або явищ: товар для позначення наркотиків чи матеріал у значенні мати на когось компромат;
- Вживання вказівних чи неозначених займенників: «мені потрібно в одне місце» замість «мені потрібно до туалету»;
- Використання іноземних слів і термінів через їхню незрозумілість для носіїв мови: деструктивний замість руйнівний, конфронтація замість протистояння;
- Вжиток слів, які вказують на неповноту дії чи послаблений ступінь властивості: він недочуває замість глухий, заморозити в значенні припинити будівництво чи стосунки;
- Використання абревіатур, що є характерним для репресивної та сфер, пов'язаних зі збереженням державних таємниць: ПКТ, тобто приміщення камерного типу замість камера.

## Політкоректність
Основна стаття Політична коректність
Політична коректність мови виражається в прагненні знайти нові способи мовного вираження замість тих, які зачіпають почуття і гідність індивідуума, порушують його людські права, по суті явище політкоректності полягає в табуюванні образливої, на думку адресата та потенційно образливої лексики і використанні евфемізмів, наприклад, евфемізму «з особливими потребами» замість «інвалід».